# Nomole
De Nomole, Cujareño of Mashco Piro zijn een inheemse stam van nomadische jager-verzamelaars die afgelegen gebieden van het Amazone-regenwoud bewonen. Ze wonen in Nationaal park Manú in de regio Madre de Dios van Peru. Ze vermijden actief contact met niet-inheemse mensen.

## Demografie
In 1998 schatte de International Work Group for Indigenous Affairs (IWGIA) hun aantal op ongeveer 100 tot 250. Dit was een stijging ten opzichte van de in 1976 geschatte bevolking van 20 tot 100. In 2024 werd aangenomen dat hun bevolking groter was dan 750.
De stam spreekt een dialect van de Piro-taal. Mashco (oorspronkelijk gespeld als "Maschcos") is een term die voor het eerst werd gebruikt door Padre Biedma in 1687 om te verwijzen naar het Harakmbut-volk. Het wordt als een denigrerende term beschouwd vanwege de betekenis van "wilden" in de Piro-taal. Nomole is de naam die de mensen voor zichzelf gebruiken.

## Geschiedenis
In 1894 werd het grootste deel van de Nomole-stam vermoord door het privéleger van Carlos Fitzcarrald. Veel Nomole werden tussen 1897 en 1909 ook tot slaaf gemaakt door Fitzcarralds voorman Carlos Scharff langs de rivieren Purús en Madre de Dios. De overlevenden trokken zich terug in afgelegen bosgebieden. Het aantal waarnemingen van de Nomole-stamleden nam in de 21e eeuw toe. Volgens de antropoloog Glenn Shepard, die in 1999 een ontmoeting had met de Nomole, zouden de toegenomen waarnemingen van de stam te wijten kunnen zijn aan illegale houtkap in het gebied en laagvliegende vliegtuigen die verband houden met olie- en gasexploratie.
In september 2007 filmde een groep ecologen ongeveer twintig leden van de Nomole vanuit een helikopter die boven het nationaal park Alto Purús vloog. De groep had een kamp opgezet aan de oevers van de rivier Las Piedras, vlak bij de grens van Peru en Brazilië. Wetenschappers geloven dat de stam er tijdens het droge seizoen palmbladhutten op de rivieroevers bouwen om te vissen. Tijdens het regenseizoen trekken ze zich terug in het regenwoud. Soortgelijke hutten werden in de jaren 1980 gespot.
In oktober 2011 bracht het Peruaanse ministerie van Milieu een video uit van een paar Nomole, gemaakt door enkele reizigers. Gabriella Galli, een Italiaanse bezoeker van het park, maakte ook een foto van de stamleden.
In 2012 gaf Survival International enkele nieuwe foto's van de stamleden vrij. Archeoloog Diego Cortijo van de Spaanse Geografische Vereniging beweerde foto's te hebben gemaakt van een Nomole-familie uit het Manú Nationaal Park, terwijl hij op expeditie was langs de rivier Madre de Dios op zoek naar rotstekeningen. Zijn claim op de foto's werd vervolgens echter betwist door Jean-Paul Van Belle, die beweerde de foto's drie weken eerder te hebben gemaakt. Zijn lokale gids Nicolas "Shaco" Flores, die zes dagen later dood werd aangetroffen met een pijl met een bamboepunt in zijn hart, zou zijn gedood door leden van de Nomole-stam.
In augustus 2013 meldde de BBC dat een groep Nomole was gezien terwijl ze naburige dorpelingen om voedsel vroegen. De Peruviaanse regering heeft contact met de stamleden verboden uit angst dat ze door vreemden zouden kunnen worden besmet met ziekten waartegen de Nomole geen immuniteit hebben opgebouwd. Twee jaar later werd een naburige dorpsinwoner gedood door de Nomole.
In juli 2024 publiceerde Survival International video's en afbeeldingen van tientallen ongecontacteerde Nomole-mensen, aan de oevers van een rivier op enkele kilometers van een reeks houtkapkampen.